# Calycé (lune)
Pour les articles homonymes, voir Calycé.
Calycé est un satellite naturel de Jupiter.

## Caractéristiques physiques
Calycé est un petit satellite. En supposant qu'il possède un albédo de 0,04 similaire à d'autres satellites de Jupiter, sa magnitude visuelle de 21,6 conduit à un diamètre de 5,2 km.
Par calcul, la masse de Calycé est estimée à environ 1,9 × 1014 kg.

## Orbite
Calycé appartient au groupe de Carmé, un groupe de satellites qui orbitent de façon rétrograde autour de Jupiter sur des demi-grands axes compris entre 22 900 000 et 24 100 000 km, des inclinaisons de 164,9 à 165,5° par rapport à l'équateur de Jupiter et des excentricités entre 0,23 et 0,27.

Diagramme illustrant l'orbite des satellites irréguliers de Jupiter. Le groupe de Carmé est visible sur le centre-gauche.
Diagramme illustrant l'inclinaison des membres du groupe de Carmé en fonction du demi-grand axe.

## Historique

### Découverte
Calycé fut découvert en 2000 par une équipe conduite par Scott Sheppard. Sa découverte fut annoncée le 5 janvier 2001 en même temps que celle de dix autres satellites de Jupiter.

### Dénomination
Calycé porte le nom de Calycé, personnage de la mythologie grecque ; Calycé était la fille d'Éole (le fils d'Hellen) et d'Énarété, conquête amoureuse de Zeus (équivalent grec de Jupiter), duquel elle eut Éthlios ou Endymion selon les traditions. D'autres sources font de Calycé l'une des Nysiades (en), les nymphes nourrices de Dionysos, dans les rangs desquelles on trouve aussi Callichore (qui a donné son nom au satellite Callichore).
Calycé reçut son nom définitif le 22 octobre 2002, en même temps que dix autres satellites de Jupiter. Avant cela, sa désignation provisoire était S/2000 J 2, indiquant qu'il fut le 2e satellite de Jupiter imagé pour la première fois en 2000.